# Mortal Kombat: Филмът
„Mortal Kombat: Филмът“ (на английски: Mortal Kombat) е фентъзи от 2021 г., базиран е на едноименната поредица видеоигри и рестарт на филмовата поредица „Смъртоносна битка“. Във филма участват Луис Тан, Джесика Макнейми, Джош Лаусън, Таданобу Асано, Мехкад Брукс, Луди Лин, Чин Хам, Джо Танслим и Хироюки Санада. Режисиран е от Саймън Маквойд (в неговия режисьорски дебют), по сценарий на Грег Русо и Дейв Калахам и по сюжета на Русо и Орен Узиел.
След критичния и комерсиален провал на филма „Смъртоносна битка: Унищожението“ през 1997 година, но развитието на третият филм на „Смъртоносна битка“ се разпадна за период от два десетилетия. В средата на 2010 г. Warner Bros. Pictures и New Line Cinema (чиято дъщерна компания придобива поредицата от Midway Games през 2009 г.) започнаха да разработват нов филм, докато Кевин Танчаорен служи като режисьор по сценарий на Узиел. Джеймс Уан е обявен като продуцент през август 2015 г. и Маквойд е нает като режисьор през ноември 2016 г. Продукцията се проведе в Adelaide Studios в Аделаида и други места в Южна Австралия. Снимките са осъществен през септември до декември 2019 г. Това е първият игрален филм от „Смъртоносна битка“ с рейтинг R от MPA след оригиналния филм от 1995 г. и продължението му „Смъртоносна битка: Унищожението“ през 1997 г., докато са с рейтинг PG-13.
Филмът е пуснат международно на 8 април 2021 г. и тогава е пуснат в Съединените щати самостоятелно по кината в IMAX и в стрийминг услугата HBO Max. Филмът получи смесени отзиви от критиците, които похвалиха екшън сцените, музиката, актьорството (включително Лаусън, Таслим и Санада) и визуалните ефекти. Филмът спечели над $83.6 милиона световно и стана стрийминг хит за HBO Max, който стана най-успешният филм.

## Актьорски състав
- Луис Тан – Коул Янг
- Джесика Макнейми – Соня Блейд
- Мехкад Брукс – Джакс
- Луди Лиг – Лю Канг
- Макс Хуанг – Кунг Лао
- Таданобу Асано – Лорд Рейдън
- Хироюки Санада – Ханзо Хасаши / Скорпион
- Джо Таслин – Би-Хан / Съб-Зиро
- Сиси Стрингър – Милена
- Даниел Нелсън – Кабал
- Джош Лаусън – Кейно
- Ангъс Сампсън – Горо
- Нейтън Джоунс – Рейко
- Мел Джарнсън – Нитара
- Чин Хан – Шанг Цунг

## Филми от поредицата „Смъртоносна битка“
Поредицата „Смъртоносна битка“ включва 4 филма:
- „Смъртоносна битка“ (1995)
- „Смъртоносна битка: Унищожението“ (1997)
- „Mortal Kombat: Филмът“ (2021)
- „Mortal Kombat 2“ (2025)